# Quod gratis asseritur, gratis negatur
Quod gratis asseritur, gratis negatur is een epistemologisch beginsel dat de bewijslast legt bij degene die iets beweert. Als die dat niet aanvaardt, kan zijn of haar bewering zonder bewijs worden afgewezen.

## Oorsprong
Het Latijnse spreekwoord Quod gratis asseritur, gratis negatur is oorspronkelijk een scholastiek axioma dat in ieder geval al sinds de 19e eeuw gebruikt wordt. Het betekent "Wat vrijelijk wordt beweerd, mag vrijelijk worden genegeerd."

## Gebruik
De journalist en schrijver Christopher Hitchens (1949–2011) gebruikte het beginsel, dat hij een van de elementaire regels uit de logica noemde, veelvuldig in zijn kritiek op onder andere Moeder Theresa. Hij formuleerde het principe in 2003 (en later) als:

What can be asserted without evidence can be dismissed without evidence.
(vert.) Wat kan worden beweerd zonder bewijs, kan worden afgewezen zonder bewijs.

In 2010 werd de term Hitchens' scheermes (Engels: Hitchens' razor of Hitchens's razor) gemunt als eponiem (naar analogie van Ockhams scheermes). Hitchens' Engelse versie van de zin heeft het beginsel bekender en populairder gemaakt in de 21e eeuw. Het wordt bijvoorbeeld gebruikt in reactie op presuppositionele apologetiek.
Richard Dawkins, ook een antitheïstische activist, formuleerde in februari 2002 een variant:

The onus is on you to say why, the onus is not on the rest of us to say why not.
(vert.) Het is aan jou om te zeggen waarom, het is niet aan ons om te zeggen waarom niet.

Dawkins gebruikte zijn versie om stelling te nemen tegen het agnosticisme, dat hij omschreef als "armoedig" in vergelijking met atheïsme, omdat dat weigert beweringen te beoordelen waarvan het, hoewel ze niet geheel falsifieerbaar zijn, zeer onwaarschijnlijk is dat ze waar zijn.

## Kritiek
Volgens de Amerikaanse conservatief-christelijke apologeet Dinesh D'Souza liggen religieuze beweringen buiten het domein van de rede en de empirie. Omdat hier "de normale regels van bewijs niet van toepassing" zouden zijn, beging Hitchens in zijn optiek een categoriefout. Desondanks meende D'Souza dat het "niet onredelijk is om beslissingen te nemen op basis van religieus geloof".
De Amerikaanse alt-right-activist en schrijver Vox Day repliceerde dat als Hitchens' scheermes waar is, een groot deel van Hitchens' antireligieuze hoofdwerk God is niet groot ook kan worden afgewezen.